# Ostmannturmviertel Bielefeld
Das Ostmannturm-Viertel ist ein Wohnquartier im Bielefelder Stadtbezirk Mitte. 

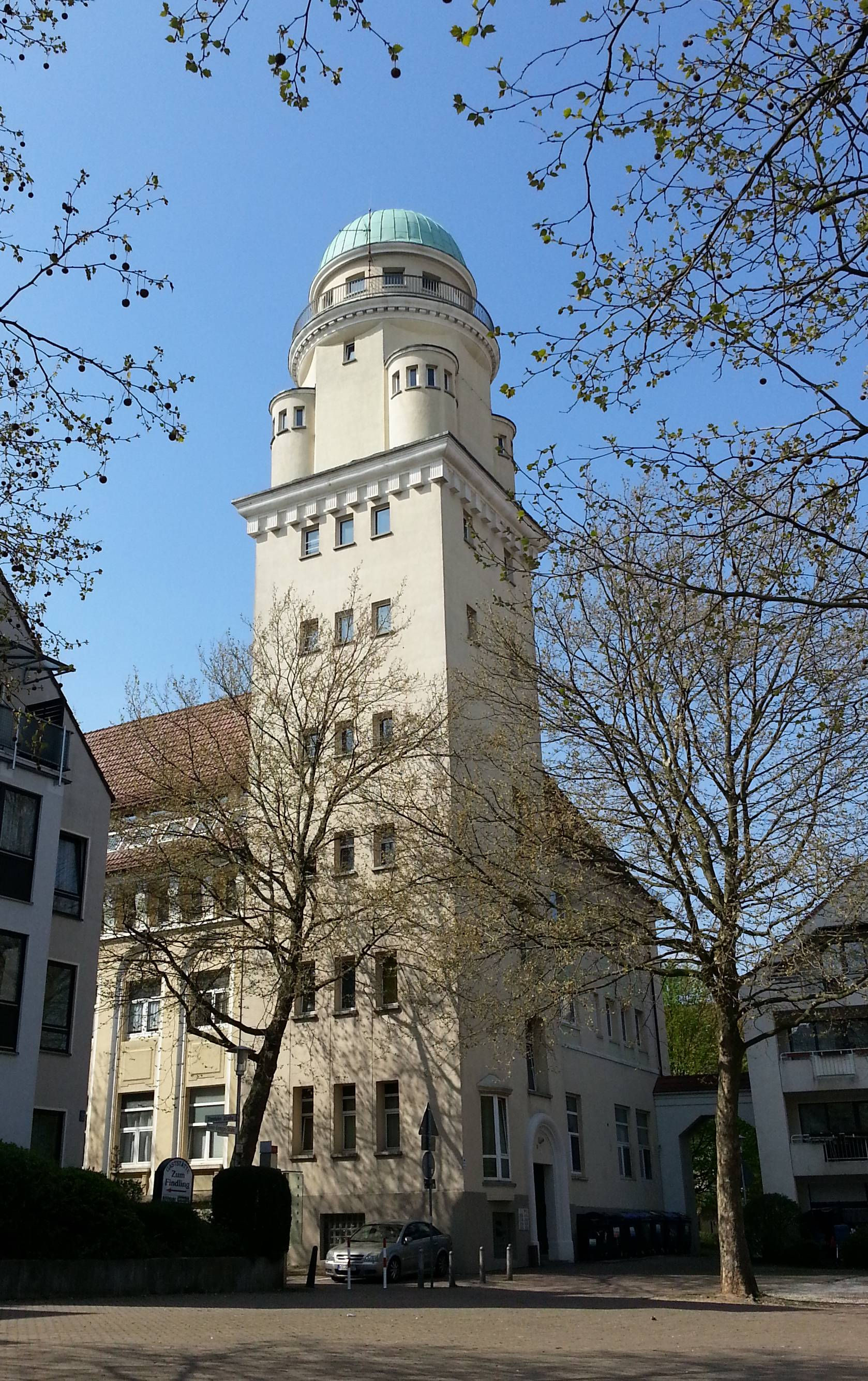
Der Ostmannturm in Bielefeld

Das Viertel wird von der Herforder Straße im Westen und Norden, der Walther-Rathenau-Straße im Osten sowie der Friedrich-Ebert-Straße und Werner-Bock-Straße im Süden eingeschlossen. Die August-Bebel-Straße ist die Hauptverkehrsstraße in dem Quartier und gleichzeitig eine der großen Verbindungsstraßen in Bielefeld. Die Fußgängerzone der Innenstadt ist zu Fuß in fünf Minuten, der Bielefelder Hauptbahnhof ist in zwei Minuten zu Fuß erreichbar. Insgesamt leben knapp 10.000 Menschen in diesem Viertel. Seinen Namen hat das Viertel vom Ostmannturm, einem Studentenwohnheim, das Anfang der 1980er Jahre auf Angebot der Stadt vom Sozialwerk der Bielefelder Freimaurer e. V. erworben wurde. Der Turm gehört zum ehemaligen Fabrikgebäude der Firma Ostmann Gewürze, steht in der Hanns-Bisegger-Straße 7 und ist denkmalgeschützt. Er ist das einzige noch erhaltene Zeugnis der ehemals dichten Gewerbebebauung im Viertel.
Der Begriff Ostmannturmviertel wird verstärkt benutzt im Zusammenhang mit dem Strukturwandel in dem Gebiet, der in den 2010er Jahren durch soziales Management unterstützt wurde und wird.